# 胡定旭
胡定旭，GBS，JP（1954年9月8日—），香港會計師、商人，現為華大基因旗下華昇診斷中心董事長，曾任醫院管理局主席。

## 生平
胡定旭為1969年西環富商浮屍案被殺潮籍富商胡子翹之子，警方調查兇案時揭露富商生前涉嫌藏毒及走私。畢業於跑馬地冬青道寶血女子中學附屬幼稚園（即寶血幼稚園，1960年）、聖保羅男女中學附屬小學（1966年小六下午校，同屆同學計有前行政會議成員唐家成及演員蘇恩磁）和香港華仁書院（1972年中五，與香港賽馬會主席陳南祿、前香港海事處處長廖漢波及前香港輔助警察隊總監姚仰龍為同屆同學），1976年加入倫敦安永會計師事務所，2000年晉升至安永中國及香港區主席，2004年至2013年擔任醫管局主席，2005年退任安永中國及香港區主席並出任新成立的智經研究中心主席，2008年獲頒金紫荊星章，2010年至今出任香港總商會主席。亦是全國政協常委。現時為Now新聞台及ViuTV時事訪談節目「大鳴大放」主持。

## 爭議
2010年7月，胡定旭獲政府延任醫院管理局主席兩年，打破政府委任公職人員不超過六年的指引，任主席一職長達八年。胡定旭任內為醫管局此公營機構注入不少個人管理色彩，如新增傳媒顧問職位，協助他及行政總裁蘇利民處理對外事故。全民健康動力主席勞永樂指他是曾蔭權親信，批評政府用人唯親。
2012年9月13日，港府宣佈，行政長官梁振英委任胡定旭續任醫院管理局主席一年至2013年11月30日。
2013年12月24日，香港會計師公會裁定胡定旭專業行為不當。案情指胡定旭在1995年12月31日至1997年12月31日期間身為安永會計師事務所的高級合夥人，卻同時是上市公司新中港集團的董事和財務顧問，而安永會計師事務所當時獲新中港集團委託提供核數師服務，涉及利益衝突。胡定旭出任新中港集團董事和財務顧問時，是該公司約十三個銀行戶口的核准簽署人，而新中港集團於1999年因涉及場外期權欠下巨債，被法庭頒令清盤。香港會計師公會指出，胡定旭作為新中港集團的董事和財務顧問，同時出任該公司的核數師，存在身份和利益衝突，損害審計工作的客觀性和獨立性。香港會計師公會認為會計師事務所處理客戶的核數工作時，有責任避免利益衝突。胡定旭在2014年7月22日被香港會計師公會從專業會計師註冊紀錄冊中除名，自2014年8月23日起生效，為期兩年。

## 馬主生涯
胡定旭是香港賽馬會會員，自80年代初開始成為馬主，個人、合夥、團體名下馬匹包括新春之喜、係咁贏、成日贏、北京之星、極速傳說、眾之寶、八逢九紫、心路、勝利大路、想贏就贏、瀟洒兄弟、逍遙駒。另外，其弟胡定一亦曾擁有名下馬匹首都之星。

## 榮譽
- 非官守太平紳士（2004年）
- 金紫荊星章（2008年）